# 徐铸成
徐铸成（1907年6月24日—1991年12月23日），笔名荆紫、银丝、丁宁。江苏宜兴人，1927年投身报业，《大公报》历任记者、要闻版编辑。《文汇报》总主笔。

## 生平
1907年6月24日出生於宜興，六歲入私塾，八歲到父親任校長的從善小學讀書。1916年，轉學至私立敦本小學。1922年進入無錫的省立第三師範，因為三師的圖書館和博物館相當有規模，學習資源優良，徐也時常去借閱，這給徐留下了很深的印象。1925年因不願以小學老師為志業遂開始暗中準備投考大學。
1926年上半年徐铸成決心投考，按照師範的規定，畢業生必須在小學教課兩年才能投考大學，而且如果學生有兩門功課不合格就開除。徐聽說清華招考，便前往上海借徐希華文凭應考，也因此延誤師範的考試遭到開除，萬幸放榜後成功考進清华大学。三師校長聽聞此事後連函舉發徐鑄成借文憑應考一事。教務長梅貽琦無奈勸徐鑄成轉入南開半年，來年夏再插班回清華，後因家事未能如願，轉考至保定的河北大學。1927年考入北京师范大学國文系。課餘時間兼職於國聞通訊社，大學期間即四處採訪，積累了許多作為記者經驗。
1929年10月底儲返回宜興與朱嘉稑完婚。蜜月剛過，徐铸成就奉命到太原采访冯玉祥、阎锡山，时逢两人正酝酿反蒋，中原大战在即，徐第一次以《大公报》记者身份采访政治新闻，在李书城的帮助下，徐写成一系列不俗的通讯、电讯，受到胡政之、张季鸾夸奖，這件事對他影響頗深。1930年11月長子徐向伦出生。
1932年初赴武漢任《大公報》駐漢辦事處主任，胡政之謂鍛煉人才。1936年離漢，赴上海，1938年出任《文汇报》总主笔發表社論。1939年7月《文汇报》停刊后，重返《大公报》，先后任港版编辑主任、桂林版总编、沪版总编。1946年3月离开《大公报》，再任《文汇报》总主笔至1947年5月被封。1948年创港版《文汇报》。1949年应邀“知北游”，参与政协会议成為第一屆政協委員和『中華全國新聞工作者協會』候補代表。随后主持《文汇报》在沪复刊。
1951年3月參加赴朝慰問團，5月回國。之後幾年《文匯報》發行並無起色，跟不上《解放日報》等報，徐也鮮少撰文。1954年當選第一屆全國人大代表。1956年3月底，《文匯報》停刊，轉任《教育報》總編。10月1日《文匯報》复刊。
1957年3月27日帶領中國新聞代表團出訪蘇聯，回國後寫《訪蘇見聞》發表在《文匯報》上但被腰斬，同年被劃为右派。徐铸成在7月5日的日记中写道：“党对我还是采取帮助和保护的态度。”而事实上，6月10日，也就是反右动员令发出后的第二天，上海市委宣传部就召集《文汇报》全体党组成员会议，宣布徐铸成为反党右派分子，罪证有三：一，他在《墙是可以拆掉的》的发言中，宣扬其“拆墙经验”，是调离两个党员干部，毋庸置疑，这是反党大毒草；二，《文汇报》在“鸣放”期间，发表那么多反党文章，他罪责难逃；三，从历史上看，他在解放前的《文汇报》就是右派。8月，被命參加上海市政協集中學習，半天勞動，半天學習檢查。1959年，被調至上海市出版局，摘掉了右派帽子。1961年參加《辭海》的編撰工作，不用參加任何政治學習。文化大革命初期未受影響，1967年12月被出版局的造反派送往《文匯報》隔離審查55天，批鬥4次。1970年，進入“五七幹校”改造。1973年，調回辭海編輯所。
1979年起任中华全国新闻工作者协会理事，复旦大学新闻系、厦门大学新闻传播系兼职教授。
1981年，争鸣杂志总编辑温辉与徐铸成合作筹办《争鸣日报》，中国政府知情后趁徐自港去沪处理家事回港定居时禁徐出境，温辉只能独力创办、主管该报。《争鸣日报》出版一个半月后被迫停刊。
论著有《报海旧闻》、《旧闻杂忆》（正、续、补三编）、《新闻丛谈》、《张季鸾先生传》等。晚年从事新闻教育和新闻学研究。提倡“新闻烹调学”，强调新闻工作者要讲究新闻工作的艺术，报纸、广播、电视的新闻，应有吸引人的内容；新闻写作应准确、生动，同时注意掌握分寸；精心制作标题；版面布局匀称。这些主张曾引起新闻工作者的重视，在新闻学界有一定影响。

## 著作
- 《徐铸成回忆录》，三联出版社，北京，1998。ISBN 7-108-01165-4